# ヘビーウェイト サマー・キャンプ奪還作戦
『ヘビーウェイト サマー・キャンプ奪還作戦』（ヘビーウェイト サマー・キャンプだっかんさくせん、原題：Heavyweights）は、アメリカ合衆国のコメディ映画。

## キャスト
| 役名                 | 俳優                       | 日本語吹替 |
| -------------------- | -------------------------- | ---------- |
| ジェリー             | アーロン・シュワルツ       | 亀井芳子   |
| パット               | トム・マッゴーワン         | 遠藤純一   |
| トニー・パーキス     | ベン・スティラー           | 堀内賢雄   |
| ロイ                 | キーナン・トンプソン       | 梅田貴公美 |
| ジョッシュ           | ショーン・ワイス           | 田野恵     |
| ラーズ               | トム・ホッジス             | 檜山修之   |
| クリス・ドネリー     | デビッド・ボウ             | 内田直哉   |
| モーリー・ガーナー   | ジェフリー・タンバー       | 小室正幸   |
| ロジャー・ジョンソン | ティム・ブレイク・ネルソン | 石井隆夫   |
| ティム               | ポール・フェイグ           |            |

- 日本語吹替版その他出演：野村須磨子、引田有美、石井隆夫、水田わさび、本美奈子、青山桐子、杉本ゆう、京井幸

- 日本語吹替版制作スタッフ 演出：安江誠、翻訳：菅佐千子、録音制作：グロービジョン、制作：DISNEY CHARACTER
VOICES INTERNATIONAL, INC.